# Martín Kerchner Tomba
Pedro Martín Kerchner Tomba (Godoy Cruz, 9 de noviembre de 1974) es un contador público y político argentino, actual senador provincial, exministro de Economía, Infraestructura y Energía de la provincia de Mendoza. Exdiputado Provincial por Mendoza. Hijo del ingeniero Pedro Kerchner y la docente, dirigente política y sindical, Blanca “Beba” Tomba.

## Biografía
Es Contador Público Nacional egresado de la UCA Universidad Católica Argentina. Además obtuvo el título de Técnico en Administración y Operador de Computadoras y ha cursado la carrera de Licenciado en Administración de Empresas.
Su constante capacitación lo ha llevado a ser investigador económico, becario en las Áreas de “Desarrollo Empresarial” e “Investigaciones Socioeconómicas”, de la Fundación Ciudad, dependiente de la Fundación Friedrich Naumann de Alemania. Sus conocimientos académicos fueron el puntapié para llegar a ser auditor Auxiliar del Departamento de Control Interno, en la Secretaría de Hacienda, de la Municipalidad de la Ciudad de Mendoza, entre 1997 y 1999; asesor de la Dirección de Administración, en el Ministerio de Justicia y Seguridad, entre 1999 y abril de 2002, Director de Administración del mismo Ministerio desde 2002 hasta junio de 2006.

## Carrera política
Desde el año 2002, Martín Kerchner Tomba trabaja junto al actual Gobernador de la provincia de Mendoza, Alfredo Cornejo. En sus inicios, representó al Gobierno de la Provincia de Mendoza como integrante del “Programa Nacional de Coordinación de Adquisiciones para la Seguridad Interior”, creado en el ámbito de la Subsecretaria de Coordinación del Ministerio del Interior de la República Argentina (2005-2006) y fue asesor técnico en distintas áreas del Ejecutivo Provincial, en especial en la coordinación económica presupuestaria en congresos y jornadas, organizadas por organismos públicos municipales, provinciales y nacionales. 
Durante el 2014 y 2015 se desempeñó como diputado Provincial por la UCR. Anteriormente ocupó el cargo de Secretario de Hacienda y Finanzas, de la Municipalidad de Godoy Cruz.
Durante el año 2016 fue Ministro de Hacienda. 
Se desempeña como Ministro de Economía, Infraestructura y Energía de la provincia de Mendoza, Argentina.